# Proplatycnemis aurantipes
Proplatycnemis aurantipes is een juffer uit de familie van de breedscheenjuffers (Platycnemididae).
De wetenschappelijke naam van de soort werd in 1965 als Platycnemis aurantipes gepubliceerd door Maurits Lieftinck.